# 奥索内尔河畔邦雷波
奥索内尔河畔邦雷波（法語：Bonrepos-sur-Aussonnelle）是法国上加龙省的一个市镇，属于米雷区（Muret）圣利县（Saint-Lys）。该市镇总面积10.17平方公里，2009年时的人口为844人。

## 人口
奥索内尔河畔邦雷波人口变化图示